# Скајлервил (Њујорк)
Скајлервил (енгл. Schuylerville) град је у америчкој савезној држави Њујорк.

## Демографија
По попису из 2010. године број становника је 1.386, што је 189 (15,8%) становника више него 2000. године.
| Група             | 2000.         | 2010.         |
| Белци             | 1.172 (97,9%) | 1.305 (94,2%) |
| Афроамериканци    | 3 (0,3%)      | 16 (1,2%)     |
| Азијати           | 0 (0,0%)      | 8 (0,6%)      |
| Хиспаноамериканци | 14 (1,2%)     | 46 (3,3%)     |
| Укупно            | 1.197         | 1.386         |